# Actinodiscus nummiformis
Actinodiscus nummiformis är en korallart som först beskrevs av Eduard Rüppell och Leuckart 1828.  Actinodiscus nummiformis ingår i släktet Actinodiscus och familjen Discosomatidae. Inga underarter finns listade i Catalogue of Life.